# 翁布熱伊諾縣

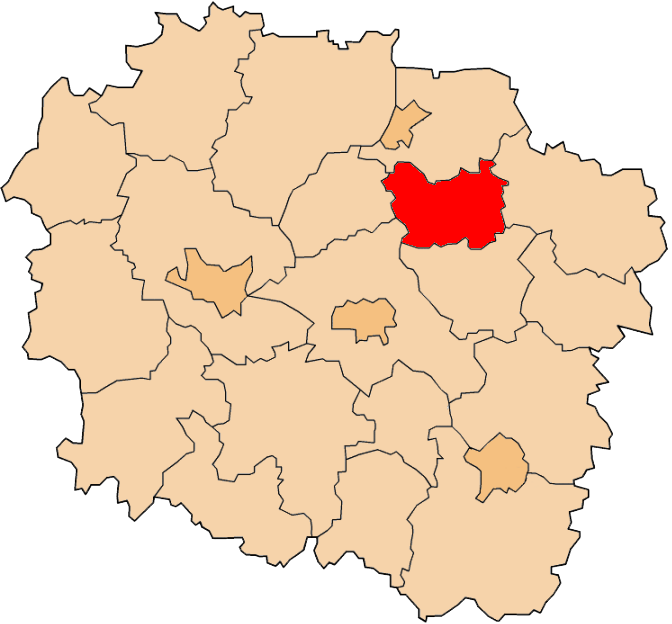

53°17′N 18°57′E / 53.283°N 18.950°E
翁布熱伊諾縣（波蘭語：Powiat wąbrzeski），是波蘭的縣份，位於該國中北部，由庫亞維-波美拉尼亞省負責管轄，首府設於翁布熱伊諾，面積501平方公里，2006年人口34,886，人口密度每平方公里70人。